# Pontogeneia erikae
Pontogeneia erikae är en svampart som beskrevs av Kohlm. 1981. Pontogeneia erikae ingår i släktet Pontogeneia, divisionen sporsäcksvampar och riket svampar.   Inga underarter finns listade i Catalogue of Life.